# Dicranomyia (Dicranomyia) nefasta
Dicranomyia (Dicranomyia) nefasta is een tweevleugelige uit de familie steltmuggen (Limoniidae). De soort komt voor in het Neotropisch gebied.